# BLUP
Le BLUP ou Bilan Linéaire Universel Prévisionnel, est un indice génétique estimant la valeur génétique d'un cheval pour une discipline donnée. 
Il y a trois BLUP :
- le BSO, BLUP pour le saut d'obstacles ;
- le BCC, BLUP pour le concours complet ;
- le BDR, BLUP pour le dressage.

À la naissance, le poulain est affecté d'un BLUP égal à la moyenne arithmétique des BLUP de ses géniteurs (BLUP de la mère + BLUP du père) / 2. L'indice évolue ensuite en fonction des performances du cheval (et des autres : la moyenne des BLUP pour un sport et pour une race est nulle ; seul un nombre limité de chevaux (24 par an pour le concours complet) ont un BLUP supérieur à +20) mais aussi grâce au BLUP de ses produits dont on fait une moyenne.
Le CD, coefficient de détermination, compris entre 0 et 1, indique la fiabilité du BLUP, et est d'autant plus élevé que le nombre d'informations qui ont permis la détermination du BLUP est important (comme le BLUP des géniteurs à plusieurs générations, les performances, ...).
Ainsi, un cheval peut se voir attribuer une note du style : QASAR BSO +11 (0,71).